# Alcis repandaria
Alcis repandaria är en fjärilsart som beskrevs av Moritz Balthasar Borkhausen 1794. Alcis repandaria ingår i släktet Alcis och familjen mätare. Inga underarter finns listade i Catalogue of Life.